# ダニエル・ステンバーグ
マグナス・ダニエル・ステンバーグ (スウェーデン語: Magnus Daniel Stenberg、1970年11月23日 - ) は、スウェーデンの計算機科学者・プログラマである。
cURLの開発により2017年のプールヘム賞を受賞した。
彼はスウェーデンの首都であるストックホルムの南に位置するストックホルム県のフーディンゲで生まれ育った。
1996年の終わり頃、彼は後にcURLとして知られるユーティリティの開発を開始した。
これは何回かの名称とソフトウェアライセンスの変更を経て、現在はMITライセンスの下で利用できる。
彼は2013年から2018年までMozillaで働いており、2019年2月からはwolfSSLで働いている。
wolfSSLではcURLのフルタイムでの開発と商用サポートに取り組んでいる。
彼はIETFで活動しており、主にHTTP/2 (HTTPbis) 及びQUICに関するワーキンググループに参加しており、幾つかのRFCへの貢献も行っている。